# Dmitri Galiamin
Dmitri Aleksandrovitx Galiamin (rus: Дмитрий Александрович Галямин; nascut el 8 de gener de 1963 a Moscou) és un exfutbolista i entrenador rus. Com a futbolista ocupava la posició de defensa.
Va destacar a les files del CSKA de Moscou, on va disputar gairebé tres-cents partits durant la dècada dels 80. El 1991 es trasllada a la competició espanyola, on milita al RCD Espanyol i al CP Mérida.
Va ser internacional per la Unió Soviètica, per la Comunitat d'Estats Independents i per la nova selecció russa. Va participar en el Mundial de 1994.

## Entrenador
Galiamin ha dirigit a diversos equips russos: FC Dynamo Saint Petersburg (2003), FC Kristall Smolensk (2003), FC Khimki (2004), FC Tom Tomsk (2004), FC Anzhi Makhachkala (2004-06), 
FC Spartak Nizhny Novgorod (2006), FC Master-Saturn Yegoryevsk (2008).